# Bobrujsk park Szynnaja
Bobrujsk park Szynnaja (biał. Бабруйск парк Шынная; ros. Бобруйск парк Шинная) – towarowa stacja kolejowa w miejscowości Bobrujsk, w obwodzie mohylewskim, na Białorusi.
Na początku 2019 zmieniono nazwę stacji z Szynnaja (biał. Шынная; ros. Шинная) na obecną.